# Giuseppe Boselli
Giuseppe Boselli (Bologna, 9 febbraio 1867 – Levanto, 3 giugno 1941) è stato un militare e imprenditore italiano. Fu il fratello di Clara Boselli, moglie di Giovanni Agnelli il cofondatore della FIAT.
Fu ufficiale di marina partecipando alla campagna d'Africa del 1890 e comandando il Delfino nel 1901, il primo sommergibile italiano. Fu Capo Sezione al Ministero della Marina dal 1904 al 1906. Fu inscritto nella riserva col grado di Capitano di Corvetta nel 1906 e fu Direttore Amministrativo della Fiat-Muggiano, creata nel 1905, e poi, in seguito alla fusione della società con la San Giorgio di Sestri Ponente nel 1907, della FIAT-San Giorgio, specializzata in sommergibili, e Consigliere d'Amministrazione della FIAT dal 1921 al 1941.